# Pentobesa schrottkyi
Pentobesa schrottkyi är en fjärilsart som beskrevs av Paul Dognin 1911. Pentobesa schrottkyi ingår i släktet Pentobesa och familjen tandspinnare. Inga underarter finns listade i Catalogue of Life.